# FC 루메차네 VGZ ASD
풋볼 클럽 루메차네 VGS 아소차치오네 스포르티바 딜레탄티스티카(Football Club Lumezzane VGZ Associazione Sportiva Dilettantistica)는 롬바르디아주의 루메차네를 연고로 하는 이탈리아의 축구팀으로 현재 이탈리아 축구 리그 시스템에서 3부 리그에 해당하는 세리에 C에 참가중이다.

## 역사
클럽은 1948년에 창단되었다.
세리에 C2 2007-08 시즌, 루메차네는 조르네 A를 4위로 마감하였고 승격 플레이오프 참가 자격을 얻었다. 준결승에서 3위였던 로덴고 사이아노를 합계 2-1로 승리하였다. 결승전에서 5위였던 메초코로나를 이기고 플레이오프에서 우승하며, 레가 프로 프리마 디비시오네로 승격하였다. 마리오 발로텔리가 루마차네 출신선수 중 가장 유명한 선수다. 2009년 12월 26일, 루마차네는 코파 이탈리아에서 세리에 A 팀 아탈란타를 원정경기에서 승리하였고, 이는 루메차네 역사에서 가장 역사적인 승리 중 하나였다.

## 색과 경기장
팀의 색깔은 파란색과 빨간색이다.

## 선수 명단

### 현역
참고: FIFA 자격 규정에 따라 소속된 국가대표팀 국기를 표시합니다. 선수는 복수의 FIFA 비회원국 국적을 가지고 있을 수 있습니다.
| 번호 | 포지션 | 국적 | 이름            |
| ---- | ------ | ---- | --------------- |
| 3    | DF     |      | 에로스 피사노   |
| 5    | MF     |      | 앙토니 토구르도 |

| 번호 | 포지션 | 국적 | 이름 |
| ---- | ------ | ---- | ---- |

## 역대 감독
| 감독                | 임기        |
| ------------------- | ----------- |
| 루이지 마이프레디   | 1978 ~ 1980 |
| 마류스 스탕케비추스 | 2020 ~ 2021 |